# 尖葉簑蘚
尖葉簑蘚（学名：Macromitrium taiheizanense）为木靈蘚科簑蘚屬下的一个种。

## 扩展阅读
- 維基物種上的相關：尖葉簑蘚